# Libro nero di Carmarthen

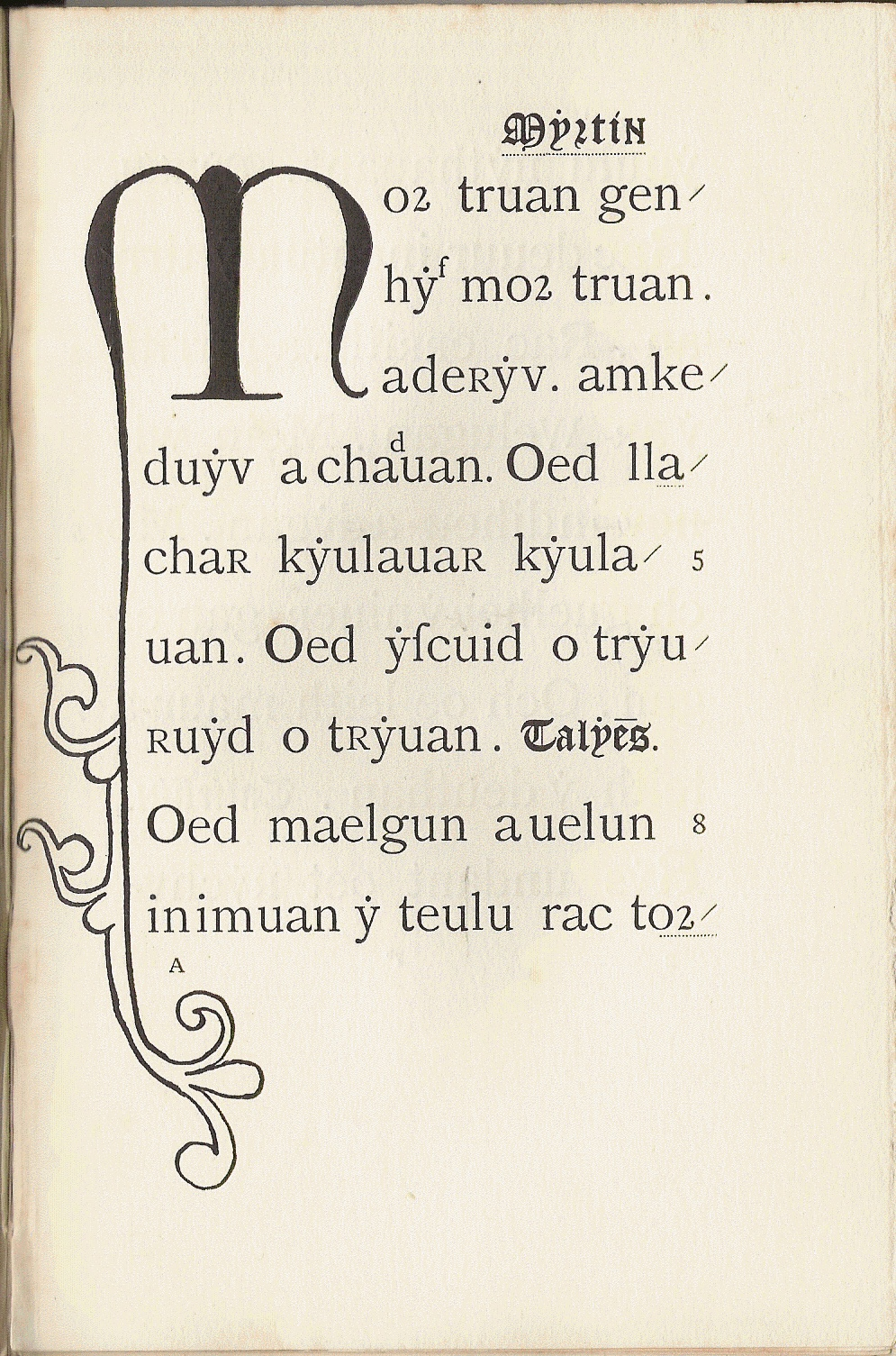
Prima pagine dell'edizione del 1907 di J. G. Evans del Libro nero di Carmarthen, col dialogo (Ymddiddan) tra Merlino (Myrddin) e Taliesin.

Il Libro nero di Carmarthen (in lingua gallese Llyfr Du Caerfyrddin) è probabilmente il più antico manoscritto esistente redatto interamente in gallese.

## Il manoscritto
Il Libro nero di Carmarthen è un volume incompleto di 54 fogli, ovvero di 108 pagine, realizzato prima del 1250 da un singolo amanuense anonimo.
Il manoscritto trae il nome dal capoluogo del Carmarthenshire, Carmarthen, mentre il colore nero si riferisce alla tonalità della rilegatura. Appartiene alla National Library of Wales, dove è catalogato col codice NLW Peniarth MS 1.
La prima testimonianza sul volume si ebbe quando ne entrò in possesso Sir John Prise di Brecon (1502?-1555), un erudito la cui missione era di effettuare ricerche nei monasteri che erano stati soppressi da Enrico VIII.
Il Libro nero di Carmarthen fu indicato da William Forbes Skene (1809-92) come uno dei "quattro libri antichi del Galles", assieme al Libro di Taliesin, al Libro di Aneirin ed al Libro rosso di Hergest.

## Il contenuto

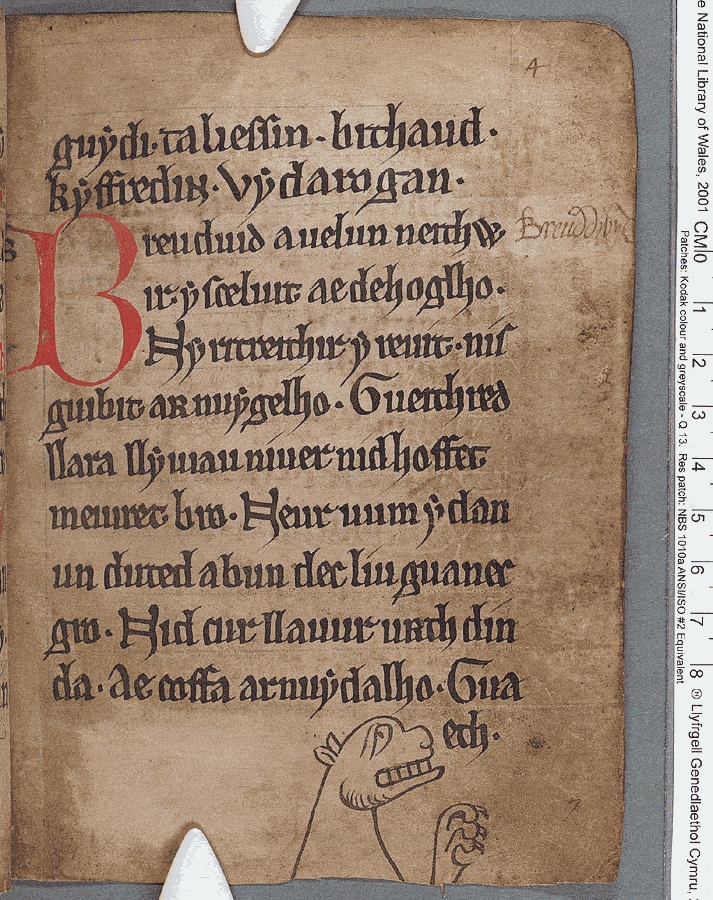
Riproduzione di una pagina del Libro nero di Carmarthen.

Il manoscritto è una raccolta di testi poetici di varia epoca (dal nono al dodicesimo secolo) e di varia natura, spaziando dal soggetto religioso, alle lamentazioni, alle odi, con riferimento alla mitologia e agli eroi del Galles e al Yr Hen Ogledd.
Sono di grande interesse i componimenti poetici che riportano le tradizioni relative agli eroi gallesi associati all'Hen Ogledd, l'antico nord di Cumbria e dintorni, specialmente quelli riguardanti la leggenda di Re Artù e del Mago Merlino (Myrddin), personaggi solo successivamente descritti da Geoffrey of Monmouth.
Uno di questi poemi, l'Elegia di Gereint figlio di Erbin, si riferisce alla partecipazione di Re Artù alla battaglia di Llongborth, mentre i componimenti Yr Afallennau e Yr Oianau descrivono la pazzia del Mago Merlino che, mentre si trovava in una foresta, parlava con un melo e con un maiale, profetizzando il successo o la rovina dell'armata gallese nella guerra coi Normanni.
Il volume contiene, fra gli altri, i seguenti componenti poetici:
- Ymddiddan Myrddin a Thaliesin (Una conversazione tra Merlino e Taliesin)
- Dialogo tra il Corpo e l'Anima
- Elegia per Madog ap Maredudd
- Elegia di Gereint figlio di Erbin
- Englynion y Beddau.